# Orgelbau Andreas Schmidt
Orgelbau Andreas Schmidt ist ein deutsches Orgelbauunternehmen in Gelnhausen und seit 1969 in Linsengericht (Hessen), dessen Tradition auf die Orgelbauerfamilie Ratzmann zurückgeht.

## Unternehmensgeschichte
Georg Franz Ratzmann (1771–1846) ist der Begründer einer Orgelbauerdynastie, die über drei Generationen Orgeln in Thüringen und Hessen baute. Der Sohn Wilhelm August Ratzmann (1812–1880) zog 1839 nach Gelnhausen und eröffnete dort um 1841 eine Werkstatt, die nach seinem Tod von den Söhnen Wilhelm Ratzmann (1846–1911) und Anton August Ratzmann (1852–1928) unter dem Namen „Gebr. Ratzmann“ in dritter Generation fortgeführt wurde. Nach Wilhelms Tod verkaufte die Witwe die Werkstatt an Richard Schmidt.
Richard Schmidt (* 18. April 1889 in Aubstadt; † 1951 Gelnhausen) erlernte nach einer Schreinerlehre den Orgelbau bei Georg Friedrich Steinmeyer. Nach der Gesellenprüfung folgte 1921 die Meisterprüfung. Unter seiner Leitung firmierte die Werkstatt ab 1921 unter dem Namen „W. Ratzmann, Orgelbauanstalt, Inh. Rich. Schmidt“, um einen bewussten Neuanfang zu markieren. Ab 1929 nutzte er die Räume seines Schwiegervaters Franz Haupt, Mühlenbaumeister in Gelnhausen. Die Bebauung eines erworbenen Grundstücks wurde durch den Ausbruch des Zweiten Weltkriegs verhindert.
Sein Sohn Bernhard (* 31. Mai 1930 in Gelnhausen; † 10. Juni 2021 in Gelnhausen) brach 1945 seine Lehre bei Haupt ab, um den Orgelbau im väterlichen Betrieb zu erlernen. Nach Abschluss der Gesellenprüfung begann er ein Maschinenbaustudium in Frankfurt, führte ab 1952 aber den Orgelbaubetrieb unter eigenem Namen fort. 1954 schloss er die Meisterprüfung in Frankfurt ab. Zunächst entstanden kleinere Neubauten mit elektropneumatischer Traktur und Umbauten. Aus Platzgründen erwarb er 1969 ein Baugrundstück im benachbarten Altenhaßlau und ließ dort eine Halle für die neue Werkstatt errichten, in der etwa 60 Orgeln mit mechanischer Traktur gebaut wurden. Noch in der alten Werkstatt entstand 1967 sein größtes Werk, die Hauptorgel der Marienkirche Gelnhausen hinter dem Prospekt von Ratzmann. Hobbymäßig sammelte er Kirchturmuhren aus fünf Jahrhunderten und publizierte seine Erkenntnisse.
Andreas Schmidt (* 1963 in Gelnhausen), Sohn von Bernhard Schmidt, absolvierte die Orgelbaulehre im elterlichen Betrieb. Die sechs Wanderjahre führten ihn unter anderem zu Hubert Sandtner und Gerald Woehl. Seit 1994 leitet er das Traditionsunternehmen. Neben Neubauten restauriert und rekonstruiert er historische Orgeln, unter denen die Werke der Familien Ratzmann und Oestreich einen besonderen Raum einnehmen.

## Werkliste (Auswahl)

### Richard Schmidt
| Jahr | Ort               | Gebäude               | Bild | Manuale | Register | Bemerkungen                                                     |
| ---- | ----------------- | --------------------- | ---- | ------- | -------- | --------------------------------------------------------------- |
| 1926 | Schondra          | St. Anna              |      | II/P    | 20       | Neubau; nicht erhalten                                          |
| 1930 | Kirchhain         | Stadtkirche Kirchhain |      | II/P    | 25       | Neubau hinter Prospekt von Johann Andreas Heinemann (1751–1753) |
| 1931 | Frankfurt am Main | Dreifaltigkeitskirche |      | II/P    | 10       | Neubau; 1944 zerstört                                           |
| 1932 | Weichersbach      | Evangelische Kirche   |      | II/P    | 10       | Neubau                                                          |

### Bernhard Schmidt
| Jahr      | Ort                   | Gebäude                       | Bild | Manuale | Register | Bemerkungen |
| --------- | --------------------- | ----------------------------- | ---- | ------- | -------- | --- |
| 1956      | Hohensolms            | Evangelische Kirche           |      | II/P    | 13       | Neubau; 1980 ersetzt |
| 1961      | Hainstadt             | St. Wendelinus                |      | II/P    | 25       | Neubau |
| 1963      | Gedern                | Evangelische Kirche           |      | II/P    | 25       | Neubau |
| 1964      | Hausen                | St. Pius                      |      | II/P    | 21       | Neubau |
| 1965      | Rinderbügen           | Evangelische Kirche           |      | I/P     | 7        | Neubau im Gehäuse eines unbekannten Orgelbauers (Zuschreibung Zinck, vor 1736)                                                              |
| 1965      | Gedern                | St. Petrus                    |      | II/P    | 22       | Neubau |
| 1966–1967 | Gelnhausen            | Marienkirche                  |      | III/P   | 37       | Neubau hinter leicht verändertem Prospekt von Wilhelm August Ratzmann (1876); 2018 ersetzt                                                  |
| 1968      | Bad Soden             | Erlöserkirche                 |      | II/P    | 22       | 1973 Einbau fehlender 9 Register, Disposition von Ernst Karl Rößler; 2015 durch Neubau ersetzt                                              |
| 1968      | Bad Soden-Salmünster  | St. Peter und Paul            |      | II/P    | 24       | Neubau |
| 1972      | Bad Brückenau         | St. Bartholomäus              |      | II/P    | 26       | Neubau; 2009 ersetzt |
| 1973      | Niederklein           | St. Blasius und St. Elisabeth |      | II/P    | 17       | Neubau |
| 1972      | Roßdorf (Bruchköbel)  | Evangelische Kirche           |      | II/P    | 12       | Neubau |
| 1973      | Schlüchtern-Hutten    | Evangelische Kirche           |      | I/P     | 6        | Neubau unter Verwendung von Teilen der Vorgängerorgel von Ratzmann und Walcker                                                              |
| 1974      | Niedersteinbach       | St. Wendelin                  |      | II/P    | 20       | Neubau |
| 1977      | Kassel (Biebergemünd) | Evangelische Kirche           |      | II/P    | 20       | Neubau |
| 1977      | Mardorf               | St. Hubertus                  |      | II/P    | 24       | Neubau hinter Prospekt von Friedrich Helbig (1858–1862) und unter Einbeziehung von einigen älteren Registern (teils von Daniel Mütze, 1720) |
| 1978      | Obertshausen          | St. Thomas Morus              |      | II/P    | 25       | Neubau |
| 1980      | Rockenhausen          | Evangelische Kirche           |      | II/P    | 20       | Neubau im historischen Gehäuse |
| 1982      | Stockheim (Glauburg)  | St. Judas Thaddäus            |      | I/P     | 7        | |
| 1982      | Ortenberg             | Christkönig                   |      | I/P     | 8        | Neubau |
| 1986      | Gelnhausen            | Peterskirche                  |      | II/P    | 24       | |

### Andreas Schmidt
| Jahr      | Ort           | Gebäude                        | Bild | Manuale | Register | Bemerkungen |
| --------- | ------------- | ------------------------------ | ---- | ------- | -------- | --- |
| 1995      | Geiselbach    | St. Maria Magdalena            |      | II/P    | 16       | Restaurierung der Orgel von Michael Weise (1948)                                                                                 |
| 1997      | Wenkbach      | Wehrkirche Wenkbach            |      | I/P     | 8        | Neubau |
| 1997      | Johannesberg  | St. Johannes Enthauptung       |      | II/P    | 20       | Restaurierung der Orgel von Willibald Siemann (1923)                                                                             |
| 1998      | Altenhaßlau   | Martinskirche                  |      | II/P    | 20       | Neubau in historisierendem Gehäuse                                                                                               |
| 1999      | Neunkirchen   | St. Peter und Paul             |      | II/P    | 20       | Restaurierung der Orgel von Martin Joseph Schlimbach (1913)                                                                      |
| 2000      | Marborn       | St. Marien                     |      | II/P    | 17       | Neubau |
| 2001      | Lohrhaupten   | St. Matthäus                   |      | II/P    | 16       | Teilrestaurierung der Orgel von G. F. Steinmeyer & Co. (1904)                                                                    |
| 2004      | Bieber        | Untere Kirche                  |      | II/P    | 14       | Neubau unter Einbeziehung von 6 Registern der Gebr. Ratzmann (1890) und Gehäuseresten von Peter Schleich (Zuschreibung)          |
| 2004      | Schönstadt    | Martinskirche                  |      | II/P    | 10       | Restaurierung/Rekonstruktion der Orgel der Gebr. Ratzmann (1898)                                                                 |
| 2005      | Aufenau       | Zur Schmerzhaften Muttergottes |      | II/P    | 12       | Restaurierung/Rekonstruktion der Orgel von Wilhelm August Ratzmann (1880)                                                        |
| 2006      | Spielberg     | Evangelische Kirche            |      | I/P     | 10       | Restaurierung/Rekonstruktion der Orgel von Wilhelm August Ratzmann (1873)                                                        |
| 2007      | Oberwestern   | St. Wendelin                   |      | II/P    | 15       | Restaurierung/Rekonstruktion der Orgel von Brindley & Foster (1870er)                                                            |
| 2007      | Niederkalbach | St. Laurentius                 |      | II/P    | 18       | Neubau |
| 2009      | Nidda         | Liebfrauenkirche               |      | II/P    | 18       | Neubau |
| 2009      | Kassel        | Auferstehungskirche            |      | III/P   | 31       | Restaurierung der Orgel der Gebrüder Euler (1956)                                                                                |
| 2011      | Pfordt        | Evangelische Kirche            |      | I/P     | 10       | Restaurierung der Orgel von Johann Adam Oestreich (1849)                                                                         |
| 2013      | Schlierbach   | Evangelische Kirche            |      | I/P     | 12       | Restaurierung der Orgel von Bernhard Dreymann (1833)                                                                             |
| 2013      | Fraurombach   | Evangelische Kirche            |      | I/P     | 10       | Restaurierung der Orgel von Johann-Markus Oestreich / Johann Adam Oestreich (1799)                                               |
| 2015      | Ulmbach       | Mariae Himmelfahrt             |      | II/P    | 17       | Restaurierung der Orgel von Adam Joseph Oestreich (1838)                                                                         |
| 2017      | Altenhaßlau   | St. Johannes                   |      | II/P    | 19       | Neubau |
| 2018      | Bieber        | Laurentiuskirche               |      | II/P    | 10       | Restaurierung der Orgel der Gebr. Ratzmann (1890)                                                                                |
| 2019      | Mosbach       | St. Johannes Baptist           |      | II/P    | 16       | Restaurierung und Teilrekonstruktion der Orgel von Christian Gerhardt & Söhne (1930)                                             |
| 2022–2024 | Stausebach    | St. Mariä Himmelfahrt          |      | I/P     | 13       | Restaurierung und Teilrekonstruktion der Orgel von Daniel Mütze (1713) auf den Zustand des Umbaus durch Wilhelm Oestreich (1872) |